# Aleksa Kovačević
Aleksa Kovačević (Valjevo, 5 marzo 2002) è un cestista serbo con cittadinanza tedesca.

## Palmarès
- Coppa di Germania: 1

Mitteldeutscher BC: 2025